# Nazionale femminile di pallacanestro del Mozambico
La nazionale di pallacanestro femminile del Mozambico è la rappresentativa cestistica femminile del Mozambico ed è posta sotto l'egida della Federazione cestistica del Mozambico.

## Piazzamenti

### Campionati del mondo
- 2014 - 15°

### Campionati africani
- 1983 - 4°
- 1984 - 5°
- 1986 -  2°
- 1990 -  3°
- 1993 -  3°
- 1994 - 4°
- 2000 - 6°

- 2003 -  2°
- 2005 -  3°
- 2007 - 4°
- 2009 - 6°
- 2011 - 5°
- 2013 -  2°
- 2015 - 6°

- 2017 - 4°
- 2019 - 4°
- 2021 - 5°
- 2023 - 5°
- 2025 - 6°

## Formazioni

### Campionati del mondo
Campionato mondiale femminile di pallacanestro 20144 Manhonga, 5 Ngulela, 6 Azinheira, 7 Cossa, 8 Chambe, 9 Halar, 10 Micato, 11 Dongue, 12 Muianga, 13 Mahoche, 14 Mafanela, 15 Gimo,        All. Nasir Salé

### Campionati africani
Campionato africano femminile di pallacanestro 19904 Nhacevilo, 5 Manave, 6 Fumune, 7 E. Sitoi, 8 Gune, 9 Sambo, 10 Balqi, 11 Satar, 12 D. Sitoi, 13 Beve, 14 Manjate, 15 Machai,        All. -
Campionato africano femminile di pallacanestro 19934 Machanguana, 5 Manave, 6 Fumune, 7 Gune, 8 R. Santos, 9 Sambo, 10 Balqi, 11 R. Langa, 12 Sitoi, 13 Beve, 14 Manjate, 15 Monjane,        All. -
Campionato africano femminile di pallacanestro 19944 Machai, 5 Manave, 6 Fumune, 7 Sitoi, 8 A. Govene, 9 Sambo, 10 C. Bazima, 11 Gune, 12 R. Langa, 13 Beve, 14 Manjate, 15 R. Santos,        All. -
Campionato africano femminile di pallacanestro 20004 E. Mousse, 5 Cabral, 6 Azinheira, 7 da Silva, 8 Gemo, 9 Rodrigues, 10 L. Gusenhand, 11 L. Tembe, 12 Ngulela, 13 Ndauane, 14 Branquinho, 15 Nhampossa,        All. -
Campionato africano femminile di pallacanestro 20034 Langa, 5 Ngulela, 6 Azinheira, 7 da Silva, 8 Machanguana, 9 Branquinho, 10 Rodrigues, 11 Fumo, 12 Muianga, 13 Chongo, 14 Ndauane, 15 Nhampossa,        All. -
Campionato africano femminile di pallacanestro 20054 Manhonga, 5 Wachena, 6 Nhampossa, 7 Cossa, 8 Macamo, 9 Rodrigues, 10 Gemo, 11 Rachide, 12 Muianga, 13 Chongo, 14 Ndauane, 15 Gimo,        All. -
Campionato africano femminile di pallacanestro 20074 Manhonga, 5 Ngulela, 6 Cossa, 7 da Silva, 8 Machanguana, 9 Rodrigues, 10 Branquinho, 11 Rachide, 12 Muianga, 13 Gemo, 14 Ndauane, 15 Gimo,        All. -
Campionato africano femminile di pallacanestro 20094 Manhonga, 5 Micato, 6 Azinheira, 7 Cossa, 8 Branquinho, 9 Halar, 10 Dongue, 11 Rachide, 12 Macamo, 13 Gange, 14 Mafanela, 15 Nhampossa,        All. -
Campionato africano femminile di pallacanestro 20114 Manhonga, 5 Ngulela, 6 Azinheira, 7 Cossa, 9 Halar, 10 Micato, 11 Dongue, 12 Muianga, 13 Nhampossa, 14 Mafanela, 15 Gimo,        All. Carlos Alberto Niquice
Campionato africano femminile di pallacanestro 20134 Manhonga, 5 Ngulela, 6 Azinheira, 7 Cossa, 8 Machanguana, 9 Halar, 10 Micato, 11 Dongue, 12 Muianga, 13 Henriques, 14 Mafanela, 15 Gimo,        All. Nasir Salé
Campionato africano femminile di pallacanestro 20154 Manhonga, 5 Ngulela, 6 Mucauro, 7 Pereira, 8 Micato, 9 Ventura, 10 Mavamba, 11 Cuamba, 12 Covane, 13 Mutombene, 14 Mafanela, 15 Gimo,        All. Nasir Salé
Campionato africano femminile di pallacanestro 20174 Ventura, 5 Mucubaquine, 6 Pinto, 7 Cossa, 8 Massingue, 9 Halar, 10 Lhavanguane, 11 Dongue, 12 Muianga, 13 Pereira, 14 Mafanela, 15 Seda,        All. Nasir Salé
Campionato africano femminile di pallacanestro 20194 Ernesto, 5 Zita, 6 Mucauro, 7 Cossa, 10 Macamo, 11 Dongue, 12 Lhavanguane, 13 Pereira, 14 Mafanela, 15 Gimo, 16 Seda, 18 Chiziane,        All. Julian Martinez
Campionato africano femminile di pallacanestro 20215 Veloso, 6 Mucauro, 7 Cossa, 9 Mabjaia, 10 Pinto, 13 Pereira, 14 Mafanela, 15 Gimo, 16 Seda, 17 Henriques, 20 Covane, 23 Chiziane,        All. Nasir Salé
Campionato africano femminile di pallacanestro 20234 Rafael, 5 Chiziane, 6 Mucauro, 7 Veloso, 8 Zita, 9 Mabjaia, 10 Pinto, 11 Dongue, 14 Mafanela, 16 Seda, 22 Mutombene, 23 Chiziane,        All. Carlos Aik
Campionato africano femminile di pallacanestro 20250 Argelio, 1 Veloso, 4 Zita, 5 Chiziane, 6 Mucauro, 10 Pinto, 11 Dongue, 15 V. Covane, 18 C. Covane, 23 Chiziane, 24 Joaquim, 26 Francisco,        All. Nasir Salé